# 찰스 스피어먼

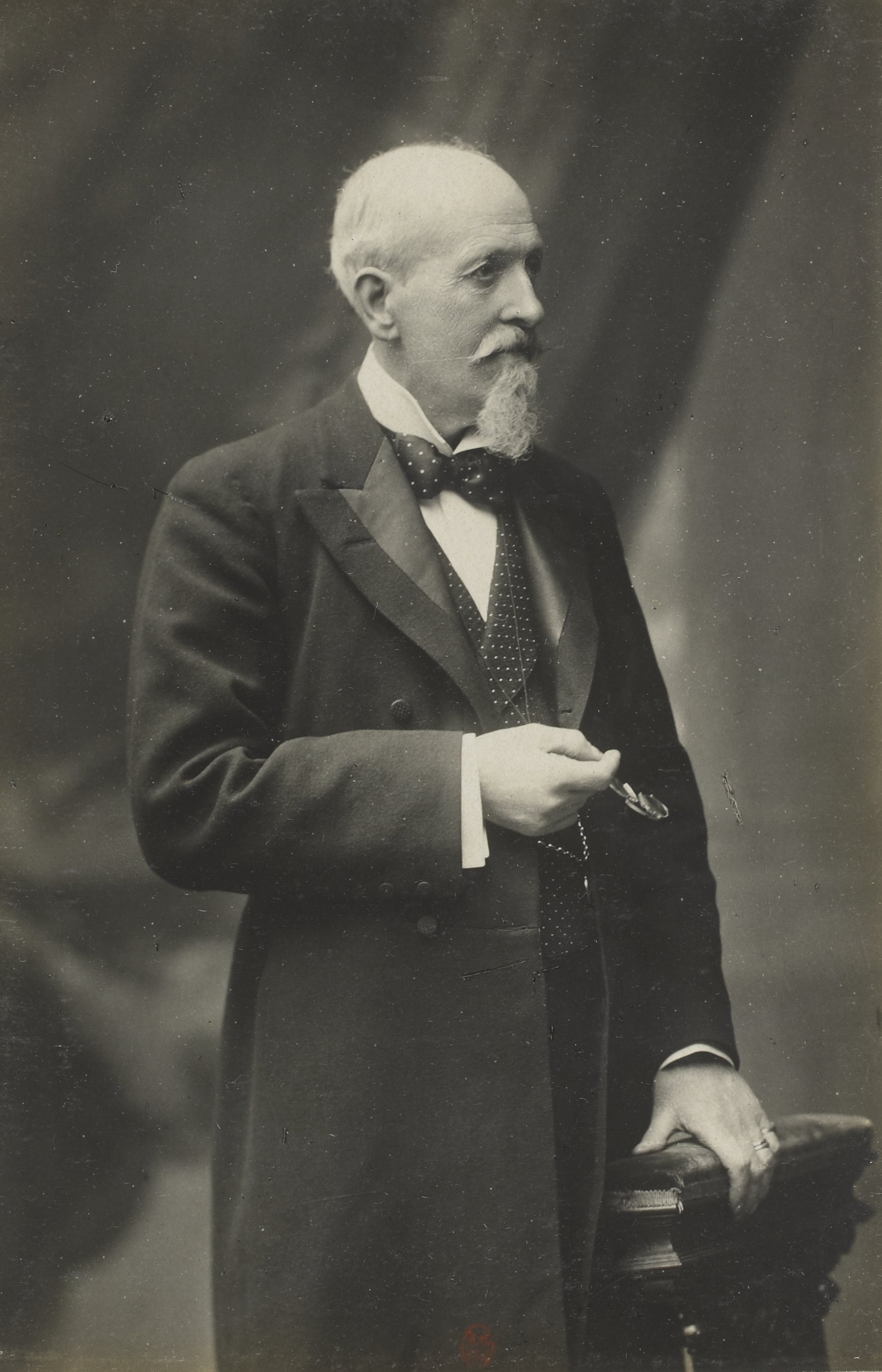

찰스 스피어먼(Charles Edward Spearman, FRS 1863년 9월 10일 – 1945년 9월 17일)은 통계 작업, 요인 분석의 선구자이며 스피어먼(Spearman)의 순위 상관 계수로 알려진 영국의 심리학자였다. 그는 이질적인 인지기능의 시험 점수가 일반 지능 요소(g)를 반영할 수 있으며 이러한 맥락에서 용어 'g인자'를 형성한다는 이론을 포함하여 인간 지능 모델에 대한 중요한 작업을 수행했다.

## 같이 보기
- 웩슬러 성인지능검사
- 레이븐 지능검사
- CHC이론